# Androcalva aphrix
Androcalva aphrix är en malvaväxtart som beskrevs av C.F.Wilkins. Androcalva aphrix ingår i släktet Androcalva och familjen malvaväxter. Inga underarter finns listade i Catalogue of Life.